# Уткин, Валентин Васильевич
Валенти́н Васи́льевич У́ткин (9 апреля 1932, Моршанск, Центрально-Чернозёмная область — 14 декабря 2008, Кирово-Чепецк, Кировская область) — советский инженер-химик, организатор химического производства, лауреат Государственной премии СССР и Премии Правительства Российской Федерации в области науки и техники.

## Биография

### Происхождение, образование
Родился в городе Моршанске (ныне — в Тамбовской области), в семье служащего. Там же в 1949 году окончил среднюю школу, после чего поступил в Ленинградский технологический институт им. Ленсовета на инженерно-физико-математический факультет.

### Начало работы на  КЧХК
Окончил институт в 1954 году и получил направление в Кирово-Чепецк, на завод 752 (приказом от 31 января 1966 года для предприятия было введено наименование «Кирово-Чепецкий химический завод»), куда прибыл в феврале 1955 года и был назначен мастером цеха № 2 (промышленное производства гексафторида урана, необходимого для последующего обогащения урана), а затем — начальником смены цеха № 1 (производство фтористого водорода — сырья для получения газообразного фтора).
В дальнейшем перешёл на работу в цех № 76 (производство фторопласта-4), где в этот период проводили освоение новой схемы загрузки мономера-4 в реактор полимеризации с подпиточным способом его подачи после полимеризации первой загрузки. Вскоре В. В. Уткин стал начальником производства цеха. С его участием были разработаны и изготовлены коллоидные мельницы, установлены фильтры на все местные подачи сжатого воздуха, помещения поставлены под избыточное давление по сравнению с соседними, расширено производство всех полупродуктов: хлороформа, фреона-22, мономера-4.
С 1960 по 1972 годы Валентин Васильевич активно участвовал в создании первого в СССР (а по многим продуктам — первого в мире) производства фторсополимеров (СКФ-32 и СКФ-26), — являясь технологом, затем заместителем начальника цеха № 144, заместителем начальника цеха № 145, технологом производства сополимеров (объединяющего эти цеха). Пусковые работы в новых цехах № 144 и № 145 были проведены в апреле 1961 года. В ночь на 12 апреля в цехе № 144 был получен фреона-142в, к 18 апреля был наработан его необходимый объём для пуска производства мономера-2. 25 апреля мономер-2 был передан в цех № 145 для пусковых работ на производстве фторопласта-42, первую партию которого получили через три дня. Одновременно в цехе № 144 был проведён пуск производства фреона-113, получения из него мономера-3 и его передаче в цех № 145 для выработки фторопласта-3. В мае в цехе № 145 были начаты пусконаладочные работы по производству фторопласта-40 (7 мая), фторопласта-42Л (17 мая), фторопласта-3 (22 мая). В июне 1961 года была осуществлена первая операция по получению фторкаучука СКФ-32 (каучукоподобного сополимера винилиденфторида с трифторхлорэтиленом, а в конце 1964 года — начат выпуск другой марки фторкаучука (СКФ-26, сополимера винилиденфторида с гексафторпропиленом). Проектная мощность по производству продукции была достигнута в цехе № 144 в августе 1961 года, в цехе 145 — в середине 1962 года. В дальнейшем наращивание выпуска осуществлялось за счёт роста производительности труда с проведением постоянной реконструкции отдельных узлов и совершенствованием технологических режимов. В частности, были реализованы непрерывные режимы полимеризации СКФ-32 и фторопласта-4Д.

### Начальник ЦЗЛ
С 1972 по 1978 годы В. В. Уткин возглавлял Центральную заводскую лабораторию (ЦЗЛ).
Важнейшей задачей, решённой ЦЗЛ в эти годы, стали проработка и изучение технологических процессов завода минеральных удобрений (ЗМУ), строительство которого было начато в 1973 году. Среди решённых задач особое значение имело обоснование выбора азотнокислотной схемы получения минеральных удобрений, предложенной заместителем главного инженера по науке Авраамом Липовичем Гольдиновым и разработанной под его руководством, которая позволила избежать образования ежегодно до полутора миллионов тонн твёрдых отходов. В 1974 году была создана крупная опытно-промышленная установка, на которой апробировались узлы вскрытия слабой азотной кислотой апатита и отделения стронцийсодержащего осадка, выделения нитрата кальция методом кристаллизации при низких температурах с последующим отделением на центрифуге от маточного раствора. В дальнейшем предложенная схема включала обработку раствора нитрата кальция аммиаком и углекислым газом с получением раствора аммиачной селитры и мела. Отделённый маточный раствор, согласно схеме, подлежал аммонизации, выпарке, сушке и грануляции (перед сушкой он мог насыщаться калием в виде хлорида калия, поташа или окиси калия). 26 сентября 1974 года Госплан СССР одобрил выбор азотнокислотной схемы.

### Руководитель ЗМУ

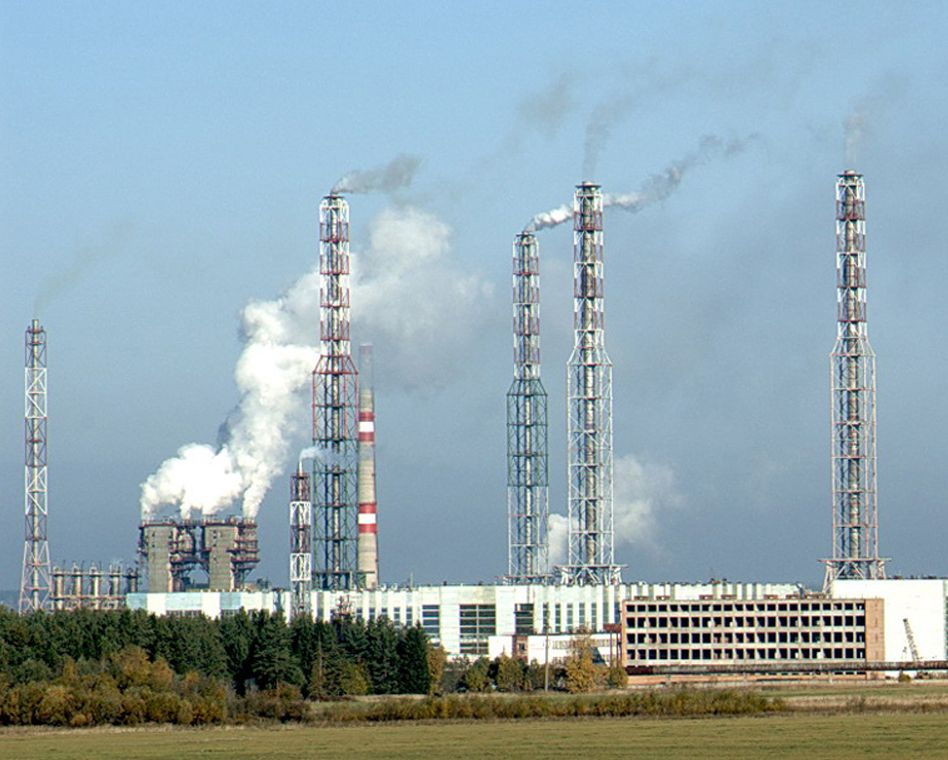
Завод минеральных удобрений КЧХК

В 1978 году В. В. Уткин был назначен главным инженером, а с 1979 по 1996 годы — был директором созданного 3 января 1978 года в составе Кирово-Чепецкого химического комбината завода минеральных удобрений, крупнейшего промышленного предприятия Кировской области и одного из крупнейших химических производств в Европе.
Наиболее масштабные технологические и организационные задачи В. В. Уткиным были решены при вводе в строй действующих производств аммиачной селитры, азотной кислоты, аммиака и азотно-фосфорных удобрений. В производстве азотной кислоты её первая партия была получена на агрегате УКЛ-7-76 26 октября 1978 года, в 1979 году были запущены 2 аналогичных агрегата, в 1982 году — 2 более мощных агрегата АК-72, в 1988—1989 годах 2 аппарата нового поколения УКЛ-7-76, после чего комбинат стал лидером азотной промышленности страны.
28 декабря 1978 года был осуществлён выпуск первой кирово-чепецкой гранулированной аммиачной селитры. В феврале 1982 года был сдан в эксплуатацию 2-й агрегат АС-72. Вехой в улучшении качества продукции стало использование в качестве добавки к селитре магнезиальной азотнокислотной вытяжки из шлама, получаемого в цехе водоподготовки (включающего соединения магния, кальция, алюминия, железа, кремния). Пик выпуска этого удобрения был в 1990 году (1 миллион 29 тысяч тонн), что на 15 % превысило проектную мощность и стало абсолютным рекордом среди всех заводов страны.
Сложнейшим периодом в работе В. В. Уткина стало освоение выпуска аммиака. Его получение происходит по многостадийной схеме с множеством каталитических и других химических реакций, осуществляемых при очень высоких температуре и давлении. Для автоматизированного управления процессами 30 сентября 1980 года в эксплуатацию был принят первый на предприятии управляющий вычислительный комплекс М-6000. В начале 1982 года был запущен первый отечественный компрессор синтез-газа. 18 марта — получен первый кирово-чепецкий аммиак. В ноябре 1983 года агрегат АМ-70 вышел на проектную мощность, в июле 1985 года была получена миллионная тонна аммиака. В октябре 1984 года на проектную мощность вышла вторая очередь — агрегат АМ-76, с японским компрессором синтез-газа.
В производстве сложных удобрений на ЗМУ объединили создание сырьевой базы (кислотное вскрытие апатитов) и получение готовой продукции (нитроаммофосфата). В первой половине 1985 года на технологических участках было начато опробование оборудования, в сентябре поступили первые минераловозы с апатитовым концентратом. 13 ноября 1985 года гранулы кирово-чепецких двойных удобрений поступили на отгрузку. В 1990-е годы были отработаны режимы выпуска удобрений с микроэлементами и окрашенных удобрений, освоен выпуск более дешёвого обеднённого удобрения.

### Последние годы
В 1996 году В. В. Уткин был назначен начальником производственно-технического отдела КЧХК, а с 1997 года — передавал свой богатейший технологический опыт новому поколению специалистов и руководителей химического комбината, закончив трудовой путь на должности референта генерального директора 5 мая 2006 года.
В эти годы он смог создать 4 тома исследования, посвящённого становлению химического гиганта в Кирово-Чепецке, от истоков (1938 год) до периода расцвета (1990-х годов). Книга «Завод у двуречья» в 2004 году заслуженно стала лауреатом конкурса «Вятская книга года», проводимого Вятской книжной палатой, в номинации «Лучшее издание, посвящённое краю».
Валентин Васильевич скончался 14 декабря 2008 года, после тяжёлой продолжительной болезни, похоронен в Кирово-Чепецке на мемориальной аллее кладбища Злобино.

## Эвристическаядеятельность
Валентин Васильевич является автором и соавтором 108 изобретений и многих рационализаторских предложений, им опубликованы 32 научные работы. Он работал над усовершенствованием промышленных производств фреонов, фторопластов, минеральных удобрений, активно занимался вопросами защиты окружающей среды. Является кандидатом технических наук, членом-корреспондентом РАЕН.

## Награды и память
Государственные награды В. В. Уткина:
- Лауреат Государственной премии СССР (1981 год)
- Лауреат Премии Правительства Российской Федерации в области науки и техники (2001 год)
- Орден Трудового Красного Знамени (1971 год)
- два Ордена «Знак Почёта» (1962, 1981 годы)
- Заслуженный химик Российской Федерации (2002 год)
- Медаль «За доблестный труд. В ознаменование 100-летия со дня рождения Владимира Ильича Ленина» (1970 год)
- Медаль «Ветеран труда» (1985 год)

Негосударственные награды В. В. Уткина:
- Почётный гражданин города Кирово-Чепецка (2007)
- Орден «За пользу Отечеству» им. В. Н. Татищева (совместное решение РАЕН и Фонда В. Н. Татищева).

9 апреля 2014 года на доме № 3 по улице Чепецкой в память о Валентине Васильевиче Уткине, по решению Кирово-Чепецкой городской Думы, была установлена памятная доска.

### Книги В. В. Уткина
- Уткин В. В. Завод у двуречья. Кирово-Чепецкий химический комбинат: строительство, развитие, люди. — Киров: Дом печати — Вятка, 2004. — Т. 1 (1938—1946). — 64 с. — 1000 экз. — ISBN 5-85271-162-4.
- Уткин В. В. Завод у двуречья. Кирово-Чепецкий химический комбинат: строительство, развитие, люди. — Киров: Дом печати — Вятка, 2005. — Т. 2 (1947—1953). — 160 с. — 1000 экз. — ISBN 5-7476-0008-7.
- Уткин В. В. Завод у двуречья. Кирово-Чепецкий химический комбинат: строительство, развитие, люди. — Киров: Дом печати — Вятка, 2006. — Т. 3 (1954—1971). — 240 с. — 1000 экз. — ISBN 5-85271-250-7.
- Уткин В. В. Завод у двуречья. Кирово-Чепецкий химический комбинат имени Б. П. Константинова: строительство, развитие, люди. — Киров: Дом печати — Вятка, 2007. — Т. 4 (1973—1992), часть 1. — 144 с. — 1000 экз. — ISBN 978-5-85271-293-6.